# Хронологический список святых Русской православной церкви XIX века
В списке представлены святые Русской православной церкви, подвизавшиеся в XIX веке. Хронология приводится по году упокоения.
| Святой/Святая                                   | Имя в миру                        | Дата рождения | Место рождения                                 | Дата смерти | Место смерти                                    | Примечания                                                                    | Дата канонизации                                                         |
| ----------------------------------------------- | --------------------------------- | ------------- | ---------------------------------------------- | ----------- | ----------------------------------------------- | ----------------------------------------------------------------------------- | ------------------------------------------------------------------------ |
| Ксения Петербургская                            | Ксения Петрова                    | XVIII         | Россия                                         | XIX         | Санкт-Петербург, Россия                         | Христа ради юродивая                                                          | 1988 (Московский патриархат)                                             |
| Никодим Святогорец, преподобный                 | Николай Калливурси                | 1749          | Наксос, Греция                                 | 1809        | Афон, Греция                                    | монах, богослов                                                               | 1955 (Константинопольский патриархат)                                    |
| Софроний Врачанский, святитель                  | Стойко Владиславов                | 1739          | Котел, Болгария                                | 1813        | Бухарест, Румыния                               | епископ Врачанский                                                            | 1964 (Болгарская православная церковь)                                   |
| Евфимий Афонский, преподобномученик             | Елевферий, сын Панагиота          | XVIII         | Димитцани (Аркадия), Греция                    | 1814        | Стамбул, Турция                                 | монах, мученик, убит мусульманами                                             | первая половина XIX века (Афон)                                          |
| Игнатий Афонский, преподобномученик             | Иван, сын Георгия                 | XVIII         | Стара-Загора, Болгария                         | 1814        | Стамбул, Турция                                 | монах, мученик, убит мусульманами                                             | первая половина XIX века (Афон)                                          |
| Акакий Афонский, преподобномученик              | Афанасий                          | XVIII         | Неохири (Македония), Греция                    | 1816        | Стамбул, Турция                                 | монах, мученик, убит мусульманами                                             | первая половина XIX века (Афон)                                          |
| Феодор Русский, праведный                       | Фёдор Фёдорович Ушаков            | 1745          | Бурнаково (Ярославская губерния), Россия       | 1817        | Алексеевка (Тамбовская губерния), Россия        | адмирал                                                                       | 2001 (Московский Патриархат)                                             |
| Иннокентий Пензенский, святитель                | Илларион Дмитриевич Смирнов       | 1784          | Павловский Посад, Россия                       | 1819        | Пенза, Россия                                   | епископ Пензенский и Саратовский                                              | 1998 (Московский патриархат)                                             |
| Григорий V Константинопольский, священномученик | Георгий Ангелопулос               | 1745          | Димитцани (Аркадия), Греция                    | 1821        | Стамбул, Турция                                 | патриарх Константинопольский, Этномартирас (Мученик нации), убит мусульманами | 1921 (Элладская православная церковь)                                    |
| Дионисий Ватопедский, преподобномученик         |                                   |               |                                                | 1822        | Крит, Греция                                    | монах, убит мусульманами                                                      |                                                                          |
| Василиск Сибирский, преподобный                 | Василий Гаврилович Гаврилов       | 1740          | Иванищи (Тверская губерния), Россия            | 1824        | Туринск, Россия                                 | монах, старец                                                                 | 2004 (Московский патриархат)                                             |
| Марфа Дивеевская, преподобная                   | Мария Семёновна Милюкова          | 1810          | Погиблово (Нижегородская губерния), Россия     | 1829        | Дивеево, Россия                                 | монахиня                                                                      | 2000 (Московский патриархат)                                             |
| Елена Дивеевская, преподобная                   | Елена Васильевна Мантурова        | 1805          | Нуча (Нижегородская губерния), Россия          | 1832        | Дивеево, Россия                                 | монахиня                                                                      | 2000 (Московский патриархат)                                             |
| Зосима (Верховский), преподобный                | Захария Богданович Верховский     | 1768          | Буловица (Смоленская губерния), Россия         | 1833        | Зосимова пустынь, Россия                        | схимонах, старец, основатель монастырей                                       | 1999 (Московский патриархат)                                             |
| Серафим Саровский, преподобный                  | Прохор Исидорович Мошнин          | 1754          | Курск, Россия                                  | 1833        | Саров, Россия                                   | иеромонах, старец                                                             | 1903 (Православная российская церковь)                                   |
| Григорий Валашский, святитель                   | Георгий Даскэлу                   | 1765          | Бухарест, Румыния                              | 1834        | Бухарест, Румыния                               | митрополит Унгро-Валашский                                                    | 2005 (Румынская православная церковь)                                    |
| Герман Аляскинский, преподобный                 | Герасим Иванович Зырянов          | 1756          | Серпухов, Россия                               | 1836        | Еловый остров, Аляска, США                      | монах, миссионер                                                              | 1969 (Православная церковь в Америке)                                    |
| Макарий Алтайский, преподобный                  | Михаил Яковлевич Глухарёв         | 1792          | Вязьма, Россия                                 | 1840        | Болхов, Россия                                  | архимандрит, миссионер                                                        | 2000 (Московский патриархат)                                             |
| Мелетий Харьковский, святитель                  | Михаил Иванович Леонтович         | 1784          | Старые Санжары (Полтавская губерния), Украина  | 1840        | Харьков, Украина                                | архиепископ Харьковский и Ахтырский                                           | 1978 (Московский патриархат)                                             |
| Андрей Симбирский, блаженный                    | Андрей Ильич Огородников          | XVIII         | Симбирск, Россия                               | 1841        | Симбирск, Россия                                | Христа ради юродивый                                                          | 1990 (Московский патриархат)                                             |
| Леонид (в схиме Лев) Оптинский, преподобный     | Лев Данилович Наголкин            | 1768          | Карачев, Россия                                | 1841        | Оптина пустынь, Россия                          | иеросхимонах, старец                                                          | 1996 (Московский патриархат)                                             |
| Антоний Воронежский, святитель                  | Авраамий Гаврилович Смирницкий    | 1773          | Повстин (Полтавская губерния), Украина         | 1846        | Воронеж, Россия                                 | архиепископ Воронежский и Задонский                                           | 2003 (Московский патриархат)                                             |
| Алексий Бортсурманский, праведный               | Алексей Гнеушев                   | 1762          | Бортсурманы (Симбирская губерния), Россия      | 1848        | Бортсурманы (Симбирская губерния), Россия       | иерей                                                                         | 2000 (Московский патриархат)                                             |
| Феофил Киевский, преподобный                    | Фома Андреевич Горенковский       | 1788          | Махнов (Киевская губерния), Украина            | 1853        | Киев, Украина                                   | иеросхимонах, Христа ради юродивый                                            | 1993 (Московский патриархат)                                             |
| Иннокентий Херсонский, святитель                | Иван Алексеевич Борисов           | 1800          | Елец, Украина                                  | 1857        | Херсон, Украина                                 | архиепископ Херсонский и Таврический                                          | 1997 (Московский патриархат)                                             |
| Филарет (в схиме Феодосий) Киевский, святитель  | Фёдор Георгиевич Амфитеатров      | 1779          | Высокое (Орловская губерния), Россия           | 1857        | Киев, Украина                                   | схимитрополит Киевский                                                        | 1994 (Московский патриархат)                                             |
| Макарий Оптинский, преподобный                  | Михаил Николаевич Иванов          | 1788          | Железники, Калужская губерния, Россия          | 1860        | Оптина пустынь, Россия                          | иеросхимонах, старец                                                          | 1996 (Московский патриархат)                                             |
| Моисей Оптинский, преподобный                   | Тимофей Иванович Путилов          | 1782          | Борисоглебск (Ярославская губерния), Россия    | 1862        | Оптина пустынь, Россия                          | схиархимандрит, старец                                                        | 1996 (Московский патриархат)                                             |
| Антоний Оптинский, преподобный                  | Александр Иванович Путилов        | 1795          | Романов (Ярославская губерния), Россия         | 1865        | Оптина пустынь, Россия                          | схиигумен, старец                                                             | 1996 (Московский патриархат)                                             |
| Игнатий Кавказский, святитель                   | Дмитрий Александрович Брянчанинов | 1807          | Покровское (Вологодская губерния), Россия      | 1867        | Бабаевская пустынь, Россия                      | епископ Кавказский и Черноморский, богослов                                   | 1988 (Московский патриархат)                                             |
| Парфений Кизилташский, преподобномученик        |                                   | 1815          | Елисаветград, Россия                           | 1867        | Судак, Украина                                  | игумен, убит мусульманами                                                     | 2000 (Московский патриархат)                                             |
| Филарет Московский, святитель                   | Василий Михайлович Дроздов        | 1782          | Коломна, Россия                                | 1867        | Москва, Россия                                  | митрополит Московский и Коломенский                                           | 1994 (Московский патриархат)                                             |
| Иларион Оптинский, преподобный                  | Родион Никитич Пономарёв          | 1805          | Ключи (Воронежская губерния), Россия           | 1873        | Оптина пустынь, Россия                          | иеросхимонах, старец                                                          | 1996 (Московский патриархат)                                             |
| Иннокентий Московский, святитель                | Иван Евсеевич Попов-Вениаминов    | 1797          | Агинское (Иркутская губерния), Россия          | 1879        | Москва, Россия                                  | митрополит Московский и Коломенский, миссионер                                | 1977 (Московский патриархат и Православная церковь в Америке)            |
| Пимен Угрешский, преподобный                    | Пётр Дмитриевич Мясников          | 1810          | Вологда, Россия                                | 1880        | Угрешская пустынь, Россия                       | архимандрит                                                                   | 1992 (Московский патриархат)                                             |
| Антипа Валаамский, Афонский, преподобный        | Александр Георгиевич Луикан       | 1816          | Калаподешти, Молдавия                          | 1882        | Валаам, Россия                                  | иеросхимонах                                                                  | 1906 (Афон, имя внесено в святцы), 1992 (Румынская православная церковь) |
| Пелагия Дивеевская, блаженная                   | Пелагия Ивановна Серебренникова   | 1809          | Арзамас, Россия                                | 1884        | Дивеево, Россия                                 | Христа ради юродивая                                                          | 2004 (Московский патриархат)                                             |
| Амвросий Оптинский, преподобный                 | Александр Михайлович Гренков      | 1812          | Большая Липовица (Тамбовская губерния), Россия | 1891        | Оптина пустынь, Россия                          | иеросхимонах, старец                                                          | 1988 (Московский патриархат)                                             |
| Анатолий Старший, Оптинский, преподобный        | Алексей Моисеевич Зерцалов        | 1824          | Бобыли (Калужская губерния), Россия            | 1894        | Оптина пустынь, Россия                          | иеросхимонах, старец                                                          | 1996 (Московский патриархат)                                             |
| Исаакий Оптинский, преподобный                  | Иван Иванович Антимонов           | 1810          | Курск, Россия                                  | 1894        | Оптина пустынь, Россия                          | схиархимандрит, старец                                                        | 1996 (Московский патриархат)                                             |
| Феофан Вышенский, святитель                     | Георгий Васильевич Говоров        | 1815          | Чернавское (Орловская губерния), Россия        | 1894        | Вышенская пустынь (Тамбовская губерния), Россия | епископ Тамбовский и Шацкий, епископ Владимирский, затворник, богослов        | 1988 (Московский патриархат)                                             |